# Caldas Brandão
Pour les articles homonymes, voir Caldas (homonymie) et Brandão (homonymie).
Caldas Brandão est une ville brésilienne de l'est de l'État de la Paraíba.
Sa population était estimée à 5 363 habitants en 2007. La municipalité s'étend sur 56 km2.